# Tercera Federación (Grupo XI)
El Grupo XI de la Tercera Federación es uno de los 18 grupos que conforman la categoría y que reúnie a los equipos federados en la Federación de Fútbol de las Islas Baleares.
Actualmente es, para los clubes de esta comunidad autónoma, el quinto nivel de competición de la Liga Española de Fútbol, por debajo de la Segunda División RFEF, y por encima de la Primera Regional Preferente de las Islas Baleares, en la cual los clubes se distribuyen en 3 grupos según la isla a la que pertenezcan (uno para Mallorca, otro para Menorca y otro para Ibiza y Formentera).
El Grupo XI es el heredero de su homónimo desde 2021 del Grupo XI de Tercera División, que se creó en el año 1980.

## Sistema de competición
El Grupo XI de Tercera División RFEF suele estar integrado por 21 clubes.
El sistema de competición es el mismo que en el resto de categorías de la Liga. Se disputa anualmente, empezando a finales del mes de agosto o principios de septiembre, y concluye en el mes de mayo o junio del siguiente año.
Los equipos del grupo se enfrentan todos contra todos en dos ocasiones, una en campo propio y otra en campo contrario. El orden de los encuentros se decide por sorteo antes de empezar la competición. El ganador de un partido obtiene tres puntos, el perdedor no suma ninguno y, en caso de un empate, se reparte un punto para cada equipo.
Al término de la temporada, el primer clasificado (excluyendo a los equipos filiales) se clasifica para disputar la siguiente edición de la Copa del Rey.

### Ascenso a Segunda División RFEF
Una vez finalizada la temporada regular, el primer clasificado se proclama campeón y asciende directamente a Segunda División RFEF, mientras que los clasificados entre el segundo y el quinto lugar disputan un playoff territorial para decidir una plaza que da acceso a la Promoción de ascenso a Segunda División RFEF. Esta promoción consta de una ronda de eliminación directa en la que el vencedor asciende de categoría.

### Descenso a Preferente Autónomica
Al término de la temporada los tres últimos clasificados descienden directamente a Primera Regional Preferente de las Islas Baleares en la cual los clubes se distribuyen en 3 grupos según la isla a la que pertenezcan (uno para Mallorca, otro para Menorca y otro para Ibiza y Formentera). Existe la posibilidad de que desciendan además tantos equipos a Primera Regional Preferente de las Islas Baleares, como equipos de Islas Baleares que desciendan de la Segunda División RFEF a Tercera División RFEF. También puede ocurrir que algunos de los equipos del grupo clasificados para el playoff logre el ascenso a la Segunda División RFEF, en cuyo caso ascenderían a Tercera División RFEF tantos conjuntos de Primera Regional Preferente de las Islas Baleares como clubes hayan logrado el ascenso a Segunda División RFEF.

### Equipos filiales
Los equipos filiales pueden participar en Tercera División RFEF si sus primeros equipos compiten en una categoría superior de la Liga —Primera División, Segunda División, Primera División RFEF o Segunda División RFEF—. Los filiales y sus respectivos primeros equipos no pueden competir en la misma categoría; por ello, si un equipo desciende a Segunda División RFEF y su filial queda primero o gana los playoff de ascenso a esta categoría, deberá quedarse obligatoriamente en Tercera División RFEF. Del mismo modo, un filial que se haya clasificado para la fase de ascenso a Segunda División RFEF no puede disputarla si el primer equipo milita en dicha categoría. En este caso, lo sustituye el sexto clasificado. Esto no será así si el primer equipo milita en Segunda División RFEF, pero se clasifica para la fase de ascenso a Primera División RFEF.

## Equipos participantes
La Tercera Federación 2021-22 fue disputada por los siguientes equipos:

La Tercera Federación 2022-23 fue disputada por los siguientes equipos:

La Tercera Federación 2023-24 fue disputada por los siguientes equipos:
La Tercera Federación 2024-25 fue disputada por los siguientes equipos:
La Tercera Federación 2025-26 es disputada por los siguientes equipos:

## Clasificación histórica
Actualizado=2 de julio de 2025
| Pos | Ban                           | Equipo                     | Temp | Ptos | PJ  | PG | PE | PP | GF  | GC  | DG   | Cam | Sub | Pro | Asc |
| --- | ----------------------------- | -------------------------- | ---- | ---- | --- | -- | -- | -- | --- | --- | ---- | --- | --- | --- | --- |
| 1   | Bandera de las Islas Baleares | U. D. Poblense             | 4    | 282  | 138 | 83 | 33 | 22 | 257 | 82  | 175  | 1   | 0   | 3   | 1   |
| 2   | Bandera de las Islas Baleares | C. D. Manacor              | 5    | 255  | 138 | 75 | 30 | 33 | 238 | 144 | 94   | 0   | 2   | 3   | 0   |
| 3   | Bandera de las Islas Baleares | C. F. Platges de Calvià    | 5    | 240  | 138 | 67 | 39 | 32 | 189 | 116 | 73   | 0   | 0   | 2   | 0   |
| 4   | Bandera de las Islas Baleares | C. E. Constància           | 5    | 237  | 138 | 65 | 42 | 31 | 200 | 134 | 66   | 0   | 1   | 1   | 0   |
| 5   | Bandera de las Islas Baleares | C. D. Santañí              | 5    | 226  | 138 | 64 | 34 | 40 | 192 | 146 | 46   | 0   | 0   | 1   | 0   |
| 6   | Bandera de las Islas Baleares | C. D. Llosetense           | 5    | 215  | 138 | 61 | 32 | 45 | 187 | 153 | 34   | 0   | 0   | 1   | 0   |
| 7   | Bandera de las Islas Baleares | S. D. Portmany             | 3    | 180  | 138 | 46 | 42 | 50 | 168 | 175 | -7   | 0   | 0   | 0   | 0   |
| 8   | Bandera de las Islas Baleares | C. D. Binissalem           | 5    | 178  | 138 | 47 | 37 | 54 | 143 | 161 | -18  | 0   | 0   | 0   | 0   |
| 9   | Bandera de las Islas Baleares | R. C. D. Mallorca "B"      | 3    | 175  | 74  | 54 | 13 | 7  | 177 | 43  | 134  | 1   | 1   | 1   | 1   |
| 10  | Bandera de las Islas Baleares | C. E. Mercadal             | 5    | 170  | 138 | 45 | 35 | 58 | 160 | 164 | -4   | 0   | 0   | 0   | 0   |
| 11  | Bandera de las Islas Baleares | U. D. Collerense           | 5    | 168  | 138 | 43 | 39 | 56 | 159 | 196 | -37  | 0   | 0   | 0   | 0   |
| 12  | Bandera de las Islas Baleares | P. E. Sant Jordi           | 3    | 123  | 104 | 34 | 21 | 49 | 128 | 150 | -22  | 0   | 0   | 0   | 0   |
| 13  | Bandera de las Islas Baleares | S. E. Penya Independent    | 3    | 117  | 64  | 34 | 15 | 15 | 110 | 57  | 53   | 0   | 0   | 1   | 0   |
| 15  | Bandera de las Islas Baleares | C. D. Felanich             | 4    | 113  | 108 | 29 | 26 | 53 | 113 | 168 | -55  | 0   | 0   | 0   | 0   |
| 16  | Bandera de las Islas Baleares | U. D. Alcudia              | 3    | 96   | 68  | 27 | 15 | 26 | 105 | 97  | 8    | 0   | 0   | 0   | 0   |
| 17  | Bandera de las Islas Baleares | C. F. Sóller               | 2    | 93   | 104 | 24 | 21 | 59 | 91  | 211 | -120 | 0   | 0   | 0   | 0   |
| 18  | Bandera de las Islas Baleares | C. D. Ibiza Islas Pitiusas | 1    | 87   | 34  | 27 | 6  | 1  | 73  | 15  | 58   | 1   | 0   | 0   | 1   |
| 19  | Bandera de las Islas Baleares | S. D. Formentera           | 2    | 66   | 34  | 19 | 9  | 6  | 68  | 34  | 34   | 0   | 0   | 1   | 0   |
| 20  | Bandera de las Islas Baleares | U. E. Porreres             | 1    | 62   | 34  | 17 | 11 | 6  | 51  | 32  | 19   | 0   | 0   | 1   | 1   |
| 21  | Bandera de las Islas Baleares | C. E. Campos               | 2    | 60   | 74  | 14 | 18 | 42 | 69  | 139 | -70  | 0   | 0   | 0   | 0   |
| 22  | Bandera de las Islas Baleares | C. E. Andratx              | 1    | 60   | 30  | 18 | 6  | 6  | 67  | 20  | 47   | 1   | 0   | 0   | 1   |
| 23  | Bandera de las Islas Baleares | Inter Ibiza C. D.          | 1    | 43   | 40  | 12 | 7  | 21 | 51  | 62  | -11  | 0   | 0   | 0   | 0   |
| 24  | Bandera de las Islas Baleares | U. D. Rotlet Molinar       | 1    | 42   | 40  | 11 | 9  | 20 | 35  | 53  | -18  | 0   | 0   | 0   | 0   |
| 25  | Bandera de las Islas Baleares | Ibiza Sant Rafel F. C.     | 2    | 40   | 40  | 10 | 10 | 20 | 48  | 64  | -16  | 0   | 0   | 0   | 0   |
| 26  | Bandera de las Islas Baleares | F. C. Inter Manacor        | 3    | 32   | 38  | 9  | 5  | 24 | 35  | 76  | -105 | 0   | 0   | 0   | 0   |
| 27  | Bandera de las Islas Baleares | C. D. Alayor               | 1    | 31   | 34  | 8  | 7  | 19 | 27  | 51  | -24  | 0   | 0   | 0   | 0   |
| 28  | Bandera de las Islas Baleares | C. D. Serverense           | 1    | 31   | 40  | 8  | 7  | 25 | 35  | 74  | -39  | 0   | 0   | 0   | 0   |
| 29  | Bandera de las Islas Baleares | U. D. Arenal               | 1    | 26   | 34  | 6  | 8  | 20 | 28  | 59  | -31  | 0   | 0   | 0   | 0   |
| 30  | Bandera de las Islas Baleares | C. D. Murense              | 1    | 23   | 40  | 5  | 8  | 27 | 31  | 76  | -45  | 0   | 0   | 0   | 0   |
| 31  | Bandera de las Islas Baleares | C. D. Migjorn              | 1    | 16   | 34  | 4  | 4  | 26 | 22  | 82  | -60  | 0   | 0   | 0   | 0   |
| 32  | Bandera de las Islas Baleares | U. D. Son Verí             | 1    | 15   | 40  | 4  | 3  | 33 | 28  | 121 | -93  | 0   | 0   | 0   | 0   |
| 33  | Bandera de las Islas Baleares | C. D. Sant Jordi           | 1    | 6    | 30  | 0  | 6  | 24 | 27  | 94  | -67  | 0   | 0   | 0   | 0   |
| 34  | Bandera de las Islas Baleares | C. D. Cardezar             | 1    | 0    | 0   | 0  | 0  | 0  | 0   | 0   | 0    | 0   | 0   | 0   | 0   |
| 35  | Bandera de las Islas Baleares | C. D. Son Cladera          | 1    | 0    | 0   | 0  | 0  | 0  | 0   | 0   | 0    | 0   | 0   | 0   | 0   |
| 36  | Bandera de las Islas Baleares | S. C. R. Peña Deportiva    | 1    | 0    | 0   | 0  | 0  | 0  | 0   | 0   | 0    | 0   | 0   | 0   | 0   |

## Palmarés
Nota: indicados en negrita los clubes que continúan en activo así como las temporadas en las que también consiguió el ascenso a Tercera División.
| Club                       | Títulos | Años    |
| -------------------------- | ------- | ------- |
| R. C. D. Mallorca "B"      | 1       | 2021-22 |
| C. D. Andrach              | 1       | 2022-23 |
| C. D. Ibiza Islas Pitiusas | 1       | 2023-24 |
| U. D. Poblense             | 1       | 2024-25 |

### Por temporada
| Temporada | Campeón                    | Subcampeón            | Tercero                 | Cuarto                 | Quinto                  |
| --------- | -------------------------- | --------------------- | ----------------------- | ---------------------- | ----------------------- |
| 2021-22   | R. C. D. Mallorca "B"      | C. D. Manacor         | U. D. Poblense          | C. F. Playas de Calviá | C. D. Llosetense        |
| 2022-23   | C. D. Andrach              | C. D. Manacor         | S. E. Penya Independent | U. D. Poblense         | C. D. Santañí           |
| 2023-24   | C. D. Ibiza Islas Pitiusas | R. C. D. Mallorca "B" | U. D. Poblense          | C. F. Playas de Calviá | C. D. Manacor           |
| 2024-25   | U. D. Poblense             | C. D. Constancia      | S. D. Formentera        | U. D. Porreras         | S. E. Penya Independent |